# Макарије (сликар)
Макарије (друга половина 14. века — прва половина 15. века) познат као Макарије Зограф био је српски средњовековни зограф и иконописац. Не треба га мешати са средњовековним штампарем Макаријем (16. век).
Његова биографија реконструише се првенствено на основу поменутих записа о манастирима и црквама које је живописао. Познато је да је његов отац Хајко подигао припрату манастира Зрзе код Прилепа, ту се замонашио и умро као монах Харитон. Његова удовица са њиховим синовима — Прибилом и Пријездом, преузела је старање о цркви, па је 1369. припрата живописана. Младићи су се замонашили и узели имена Јован и Макарије, убрзо се прославили као зрзански сликари, и 1395. напустили манастир.

## Фреске у Љубостињи
Око 1405. године Макарије је за кнегињу Милицу осликао цркву манастира Љубостиње. Према речима историчара уметности, Срђана Ђурића, његов хладни и бледи колорит подсећа на римске палате. Најпознатије фреске су Пети васељенски сабор и Исцелење раслабљеног.